# Bogusławski-Palais (Warschau)

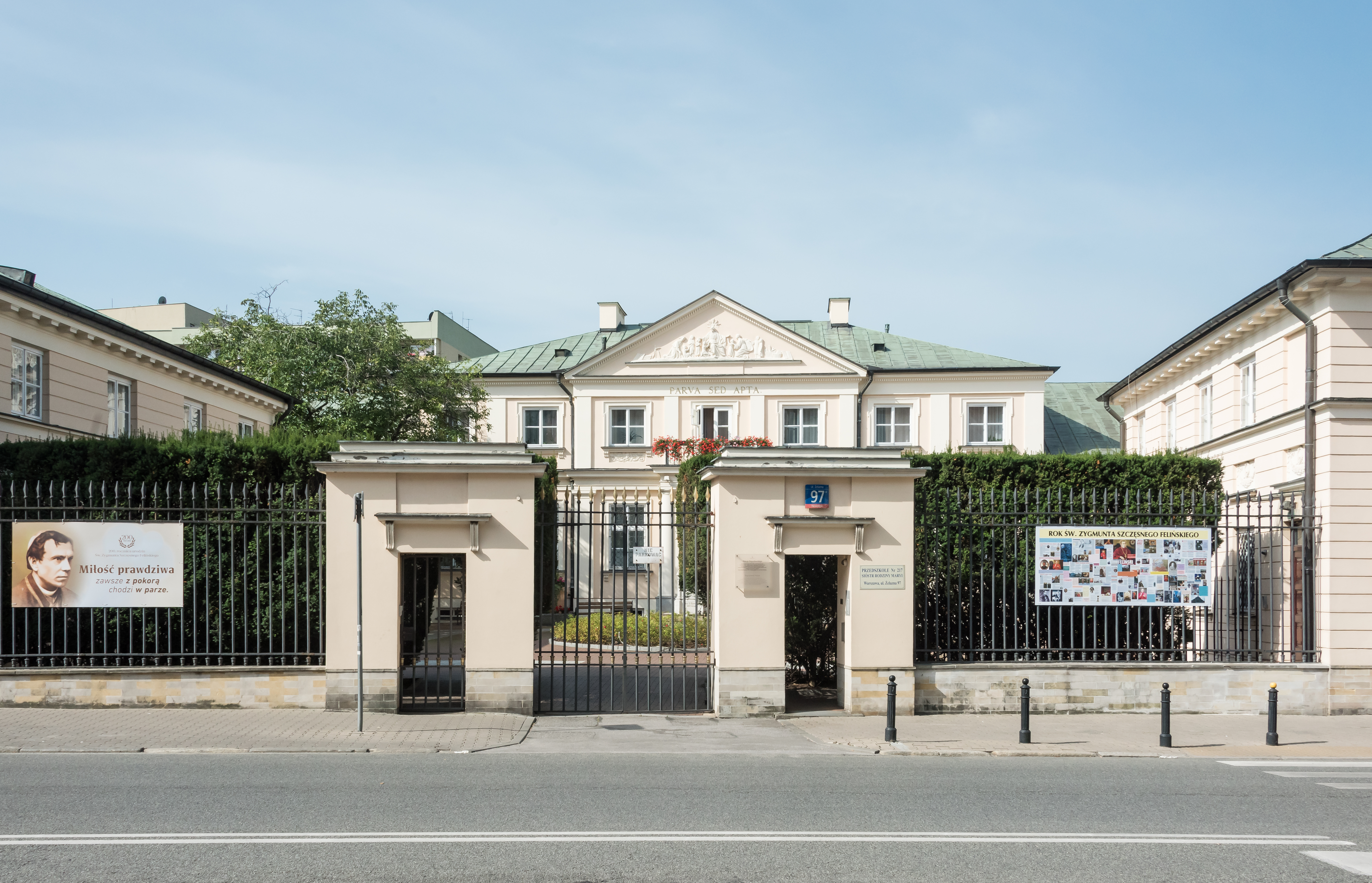
Ansicht von der Żelazna-Straße

Das Bogusławski-Palais (polnisch: Pałac Bogusławskiego) befindet sich im Warschauer Stadtteil Wola. 

## Geschichte
Das Stadtpalais wurde 1807 von Wojciech Bogusławski anstelle eines älteren Palais errichtet, in dem 1780 die Freimaurerloge Tempel der Isis ihren Sitz hatte. 1862 erwarb Zygmunt Szczęsny Feliński das Palais für die katholische Kirche. Später befanden sich hier eine Schule und ein Waisenhaus. Die Figur der Muttergottes im Innenhof und des Christus im Tympanon stammt von Andrzej Pruszyński.
Während des Zweiten Weltkriegs lag das Palais unmittelbar an den Mauern des Warschauer Ghettos. In dieser Zeit konnten einige jüdische Kinder über das Palais auf die arische Seite fliehen. Während des Warschauer Aufstands wurde das Palais stark beschädigt, und die Schwestern, die das Waisenhaus leiteten, wurden ins KZ Ravensbrück verschleppt. Nach dem Krieg wurde es restauriert. Seit 2017 befindet sich hier ein Museum.